# 神奈川県川崎競馬組合
神奈川県川崎競馬組合（かながわけんかわさきけいばくみあい）とは、川崎競馬場で地方競馬を主催する一部事務組合である。神奈川県、川崎市で構成される。

## 沿革
神奈川県営競馬・川崎市営競馬
- 1948年7月、神奈川県農林部畜産課内に競馬第一・第二係を設置し、10月に戸塚競馬場で神奈川県営競馬を開催[1]。
- 1949年1月、川崎市経済部殖産課内に競技係を設置し、戸塚競馬場で川崎市営競馬開催。
- 1949年2月、神奈川県庁本庁舎内に競馬事務所を設置。
- 1950年1月、神奈川県庁本庁舎内に公営事務所を設置し、川崎競馬場で神奈川県営競馬開催。
- 1950年5月、川崎競馬場で川崎市営競馬開催。
- 1968年3月、戦災指定市（横浜市・平塚市）の競馬開催権が指定切れとなり、4月から神奈川県と川崎市が開催権を取得。
- 1970年4月、東京都の開催権放棄により、神奈川県営競馬10開催、川崎市営競馬5開催となる。

神奈川県川崎競馬組合
- 2000年2月、自治許第43号により、神奈川県及び川崎市を構成団体とした一部事務組合「神奈川県川崎競馬組合」の設立が許可された。
- 2000年4月、川崎競馬場内に「神奈川県川崎競馬組合」を設立。

## 年間表彰制度
毎年2月に前年に活躍した川崎競馬所属の競走馬及び騎手に対し、受賞者を決定している。
受賞部門は以下の通りである。
- 最優秀競走馬賞
- 最多勝利調教師賞
- 最多賞金獲得調教師賞
- 最高勝率調教師賞
- 最多勝利騎手賞
- 最多賞金獲得騎手賞
- 最高勝率騎手賞
- 最優秀若手騎手賞
- 通算勝利度数優秀騎手賞
- 厩務員功労賞
- 獣医師功労賞
- 装蹄師功労賞
- 特別功労賞

## その他
2021年8月23日、川崎競馬が本競馬場におけるPRアニメーションを公開した。ナレーションを上田瞳、前田佳織里が担当しており、両名はゲームアプリ『ウマ娘 プリティーダービー』にてそれぞれゴールドシップ役とナイスネイチャ役を務めているとして注目を集めた 。